# Japanamax
Japanamax – statek o maksymalnych wymiarach gabarytowych umożliwiających zawinięcie do większości ważnych portów w Japonii.
Wielkość statku ograniczona jest długością wynoszącą 225 metrów i zanurzeniem 14,44 m. Statki tej wielkości zalicza się do klasy panamaxów (tożsamy z kamsarmax). Obecnie teoretyczne wielkości wymiarów statków przedstawiają się następująco:
- zanurzenie 14,44 m - ograniczenia Kanału Panamskiego 12 m (możliwe do osiągnięcia przy niepełnym załadowaniu 65 tys. DWT)
- szerokość 32,26 m
- długość 225 m
- nośność 82 tysięcy DWT dla statków całkowicie załadowanych.